# Zakrucin
Zakrucin (biał. Закруцін, ros. Закрутин) – stacja kolejowa w miejscowości Stancyja Zakrucіn, w rejonie małoryckim, w obwodzie brzeskim, na Białorusi. Leży na linii Kijów – Chocisław – Brześć.
Stacja istniała przed II wojną światową.